# روبرتو ریسو
روبرتو ریسو (انگلیسی: Roberto Risso؛ ۲۲ نوامبر ۱۹۲۵ – ۱۶ نوامبر ۲۰۱۰) هنرپیشه اهل ایتالیا بود. 
از فیلم‌هایی که وی در آن نقش داشته است، می‌توان به خشم آشیل، گلادیاتور رم، فردا هم روز خداست و انتقام دزدان دریایی اشاره کرد.